# Kulp (Diyarbakır)
Pour les articles homonymes, voir Kulp.
Kulp (Pasûr en kurde) est une ville et un district de la province de Diyarbakır dans la région de l'Anatolie du sud-est en Turquie.